# 陳伯諒
陈伯谅（1479年—1526年），字执之，福建福州府福清縣人，盐籍。明朝政治人物、進士出身。

## 生平
治《詩經》，行七，由國子生中式甲子科（1504年）福建鄉試第七名舉人，年三十歲中式正德三年（1508年）戊辰科會試第九十七名，第三甲第一百四十九名進士。初授浙江富阳县知县，调崇德县，八年（1513年）六月选授河南道試御史，养病歸。嘉靖元年（1522年）四月病痊愈，復除河南道御史，巡视京营，上言京营大弊六事。三年任南直隶提学御史，請增应天府廪膳生员二十名，十二月升官至四川提学副使，未上任而卒。著有《東漈出山文稿》
与李梦阳、何景明、方豪、鄭善夫、謝蕡等齊名，有海内十才子之譽。提督两京学政時，提拔状元杨维聪于诸生员中，士人服其知人。

## 家族
曾祖陳侍。祖父陳墺。父陳文璟。母鄭氏。具庆下，兄伯謙、弟伯詳、伯讓、伯誠。
有子陈一科，字子泉，嘉靖十三年（1534年）甲午科举人，官应山知县。孙陈见，字若愚，嘉靖二十五年（1546年）丙午举人，倭寇攻福清，率家人御敌，被执遇害。曾孙陈世浚，崇祯庚辰科进士。

## 遗迹
福清市阳下街道中亭村有“两京文衡坊”，建于嘉靖六年（1527年）。1987年11月23日列为福清县第二批县级文物保护单位。